# Орёл Девятого легиона (фильм)
«Орёл Девятого легиона» (англ. The Eagle) — военно-историческая драма 2011 года, действие которой разворачивается в римской Британии II века. Снят шотландским режиссёром Кевином Макдональдом, главные роли исполнили Ченнинг Татум, Джейми Белл, Дональд Сазерленд и Марк Стронг. Сценарий адаптирован Джереми Броком на основе историко-приключенческого романа Розмари Сатклифф «Орёл Девятого легиона» (1954).
Сюжет рассказывает историю молодого римского офицера, пытающегося вернуть утерянный в Шотландии штандарт легиона, которым командовал его отец и обыгрывает предполагаемое исчезновение IX Испанского легиона на севере Великобритании в начале II в. Фильм снят совместно студиями Великобритании и США. Выпущен в США 11 февраля 2011 года, в Великобритании 25 марта 2011 года, в остальных странах 10 февраля 2011 года, а в России — 9 февраля. Картина получила неоднозначные отзывы критиков и собрала 39 миллионов долларов США при производственном бюджете в 25 миллионов.

## Сюжет
В 149 году нашей эры, через двадцать лет после исчезновения IX легиона на севере Британии, Марк Флавий Аквила (Ченнинг Татум), молодой римский центурион, прибывает в римскую Британию для прохождения службы в качестве командира гарнизона. Отец Марка, который был старшим центурионом девятого легиона, исчез вместе со священным штандартом в виде фигуры золотого орла, и Марк надеется восстановить честь своей семьи. Через некоторое время бдительность и решительность Марка спасают гарнизон от внезапного набега кельтских племён в ходе восстания против римского вторжения, а также спасают взятых в плен легионеров из патруля. Марка награждают за храбрость и жалуют почётное увольнение из-за серьёзной травмы ноги.
Проживая в поместье своего дяди (Дональд Сазерленд) недалеко от Каллевы на юге Британии, Марку приходится смириться с тем, что его военная карьера оборвалась, а имя его отца все ещё овеяно дурной славой. Случайно услышав о том, что характерный штандарт в виде орла видели на севере Британии, Марк планирует вернуть его. Несмотря на предупреждения своего дяди и других римлян, заявляющих, что ни один римлянин не сможет выжить к северу от Вала Адриана, он отправляется в путешествие на север, в земли пиктов, в сопровождении только лишь своего новоявленного раба Эски (Джейми Белл). Сын покойного вождя бригантов, Эска ненавидит Рим и его культуру, но считает себя должником Марка, который спас ему жизнь после неравного поединка на местной гладиаторской арене.
После нескольких недель путешествия по северным регионам Британии, Эска и Марк встречают Герна, на самом деле - римлянина Луция Кая Метелла (Марк Стронг), одного из пропавших бойцов IX легиона, который объясняет, что выжил лишь благодаря гостеприимству племени сельгов. Герн вспоминает, что все, кроме небольшого числа дезертиров, были однажды убиты во время засады, устроенной северными племенами, включая бригантов, и что знамя с орлом было отобрано неким «народом тюленей» (Seal People), самым зловещим из всех коренных племён. Марк и Эска продвигаются дальше на север, пока им не встречается вооружённый отряд «тюленьего народа». Эска называет себя сыном вождя, бежавшим от римского владычества, и объявляет Марка своим рабом. Хотя поначалу Марк недопонимает Эску, тот в нужный момент даёт понять, что его действия были хитрой уловкой, и он в конце концов помогает своему хозяину найти орла. Когда они пытаются забрать его, то попадают в засаду из нескольких воинов, в том числе вождя племени. В завязавшейся схватке Марку и Эске удаётся их перебить. Перед смертью вождь пытается рассказать, что лично убил отца Марка, который, с его слов, на коленях умолял сохранить ему жизнь. Марк не понимает кельтский и просит Эску перевести, но Эска решает не раскрывать подробности этого рассказа. Малолетний сын принца племени замечает беглецов, но решает не выдавать их: те седлают лошадей и сбегают из деревни, пока все мужчины племени спят после некоего ночного праздника.
Марк и Эска бегут на юг, пытаясь добраться до Вала Адриана, воины из племени собираются в большой отряд и преследуют беглецов. Через какое-то время героям приходится оставить лошадей, непригодных для передвижения по сильно пересечённой местности, а замедленный своей старой раной на колене Марк приказывает Эске оставить его и вернуть орла на римскую территорию и даже дарует упрямому рабу свободу. Освободившись, Эска по-прежнему отказывается бросить своего друга, оставляет орла с Марком и отправляется искать помощи. Через некоторое время он возвращается с выжившими бойцами IX легиона, как вдруг их настигают «воины-тюлени». Герн рассказывает Марку, что видел смерть отца Марка. Он уверяет Марка, что его отец не был трусом и боролся до конца. Легионеры, желающие искупить свою вину, вверяют Марку командование и готовятся защищать штандарт. Принц варварского племени убивает своего сына на глазах у легионеров в наказание за предательство. Затем он приказывает своим воинам атаковать. Завязывается битва, в которой все воины-тюлени погибают, равно как и большая часть солдат IX легиона, включая Герна. Марку удаётся одолеть принца тюленей в личной дуэли, утопив его в реке. Марк высоко оценивает боевую доблесть павших легионеров, а тело Герна сжигает на погребальном костре.
Позже Марк и Эска вместе с несколькими выжившими легионерами возвращаются в римские владения на юге Англии, где Марк возвращает, наконец, давно утерянную аквилу изумлённому губернатору Лондиниума. Губернатор заявляет о возможном восстановлении IX легиона и предлагает Марку командование. В последней сцене фильма Марк доверяет Эске самому решить, что они будут делать дальше.

## В ролях

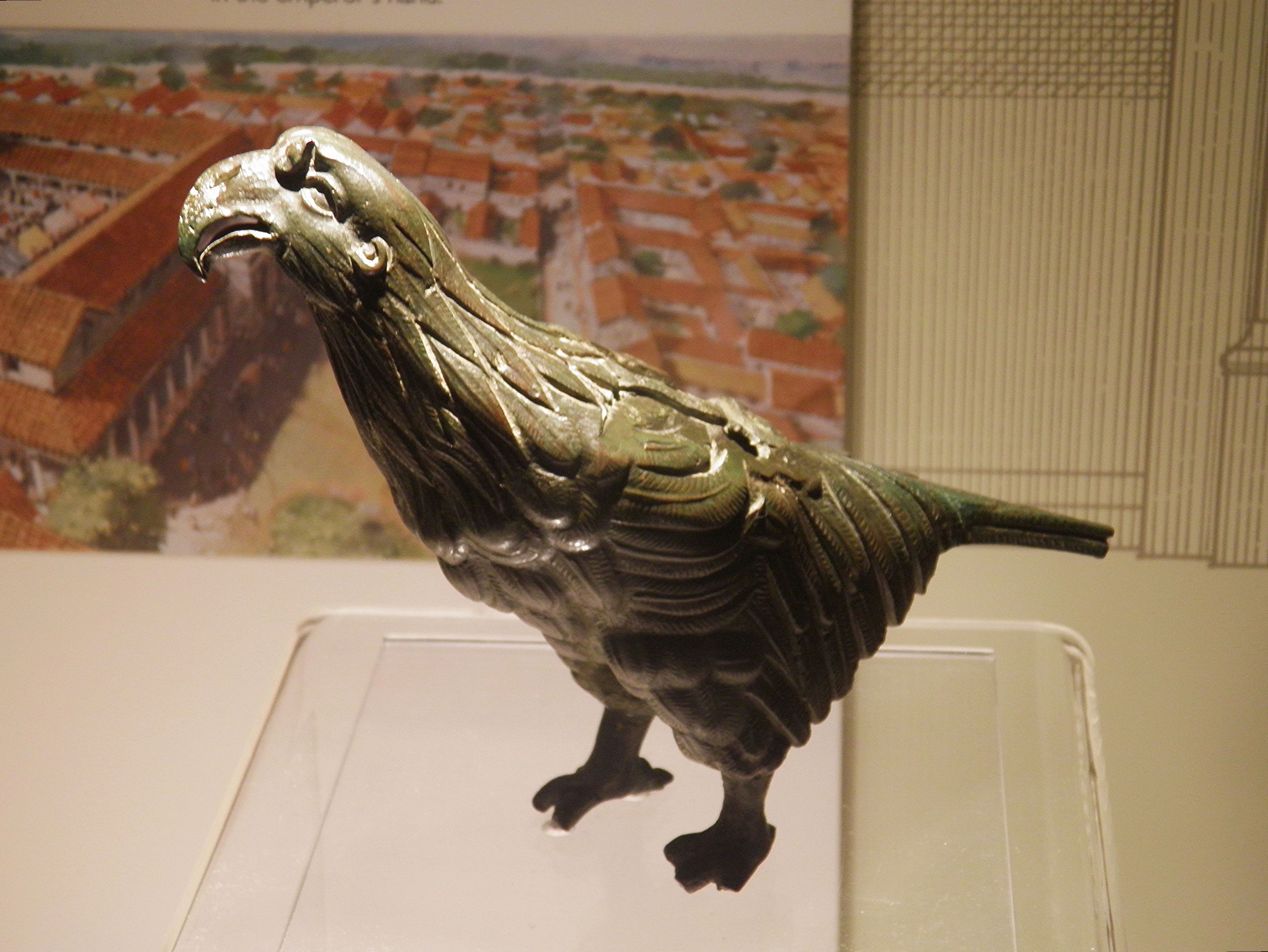
Silchester eagle, найденный в 1866 году в районе Каллевы, вдохновил Розмари Сатлифф на создание романа.

- Ченнинг Татум — Марк Флавий Аквила
- Джейми Белл — Эска сын Кунавала
- Дональд Сазерленд — дядя Аквилы
- Марк Стронг — Герн / Луций Кай Метелл
- Тахар Рахим — сын вождя пиктского племени
- Денис О’Хэр — Луторий
- Дуглас Хеншолл — Крадос
- Дакин Матьюз[англ.] — сенатор Клавдий Марцелл
- Пип Картер[англ.] — легат Сервий Плацидий
- Нед Деннехи — вождь пиктского племени
- Лукаш Бикски — друид
- Ион Камплинг[англ.] — каледонец

## Производство

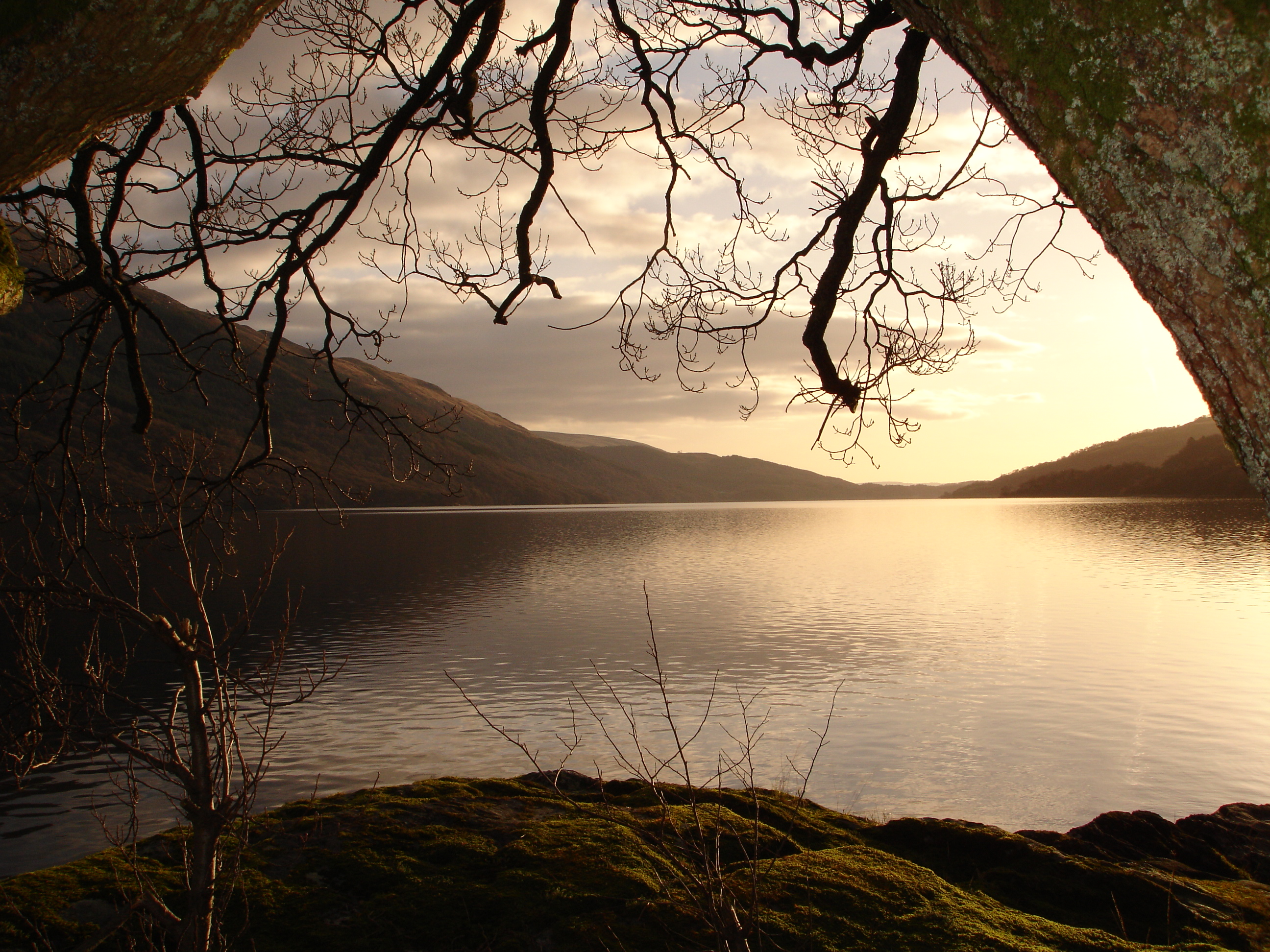
Съёмки проходили в том числе и в окрестностях озера Лох-Ломонд.

На стадии подготовки к съёмкам продюсеры фильма заключили прокатные сделки с различными кинокомпаниями на 62-м Каннском кинофестивале в мае 2009 года. Основным продюсером выступил Дункан Кенуорти и его компания Toledo Productions, выделив сумму около 15 миллионов фунтов стерлингов для софинансирующих компаний Focus Features и Film4. Основные съёмки стартовали 24 августа 2009 года в Венгрии, а позже переместились в Великобританию. В частности, в октябре они проходили в Шотландии, в Вестер-Россе и на озере Лох-Ломонд.
Кевин Макдональд хотел, чтобы фильм был исторически достоверным, но поскольку о коренных британских племенах, с которыми столкнулись римляне, не слишком много известно — в основном это были кельтские народы, хотя это могли быть и пикты, — он пошёл на художественные вольности. Например, в фильме представители племён говорили на гэльском языке, хотя этот язык, вероятно, не получил широкого распространения в регионе до V века нашей эры, между тем язык пиктов, скорее всего, как раз использовался в ту эпоху. Только 1% шотландцев говорит по-ирландски, что создало определённые сложности с подбором актёров в Шотландии. К августу 2009 года несколько юных актёров в возрасте от девяти до двенадцати лет, говорящих по-гэльски, прослушивались на роль мальчика из «племени тюленей», но безуспешно, поэтому Макдональд назначил открытые прослушивания в Глазго на эту роль. В конце концов роль досталась девятилетнему Томасу Генри из Нью-Барнсли, Белфаст, который изучал в школе ирландский язык.
Макдональд так описал представителей северного «народа тюленей»:
Это был более древний коренной народ, чем кельты, что занимали области южнее... Вероятно, эти люди были в целом низкорослыми с погрубевшей от постоянных ветров кожей, подобно инуитам, живших за счёт промысла тюленей, одежду они изготавливали из тюленьих шкур. Мы собираемся воссоздать на экране культуру, о которой мало кто знает, но мы постараемся сделать её быт максимально убедительным. Мы основываем его на свидетельствах, полученных из раскопок в таких местах, как Скара-Брей и Гробница орлов на Оркнейских островах, где представители древних народов поклонялись языческим звериным символам, таким как тюлень и орёл. Причина, по которой они захватили штандарт легиона в виде орла, как раз и заключается в том, что для них он также был священным символом.
Ахилтибью, деревня на северо-западе Шотландии, использовалась в качестве локации, оформленной как поселение «племени тюленей». Съёмки в деревне продлились с 7 по 15 октября 2009 г. Деревня пиктов, построенная на Фокс-Пойнт, использовалась в течение большей части съёмок. Другие места включали пляж Ахнахэрд, где снимали эпизод с погоней, и озеро Лох-Лургейн. Макдональд намеревался использовать местных жителей в качестве массовки. Это имело успех: многие из них участвовали в съёмках после посещения кастингов в соседнем Аллапуле. Среди их ролей были «воины-тюлени», «принцессы-тюлени» и «старейшины племени».

### Комментарии
1. ↑  Его прозвище — Aquila — в переводе с латинского языка означает «Орёл».